# RBM9
RBM9‏ (RNA binding fox-1 homolog 2) هوَ بروتين يُشَفر بواسطة جين RBM9 في الإنسان.